# دلال بیمه (فیلم ۱۹۹۷)
دلال بیمه یا کارگزار بیمه (انگلیسی: The Rainmaker) و در ترجمه‌های دیگر باران‌ساز فیلمی سینمایی، محصول سال ۱۹۹۷ میلادی به کارگردانی فرانسیس فورد کوپولا است. این فیلم که محصولایالات متحده آمریکا است یک درام اجتماعی و حقوقی در خصوص بیمه و وکالت با بازی مت دیمون است. این فیلم بر اساس رمانی به همین نام از جان گریشام است.

## داستان فیلم
رودی بیلور وکیلی جوان و آرمان‌گرا (با بازی مت دیمون) است که از طریق مالک باشگاهی که در آن کار می‌کند و وکیلی زیرک به نام بروزر (با بازی میکی رورک) است به همکاری با دک شیفلت (با بازی دنی دویتو) جهت سرکشی به بیمارستانها می‌پردازند.
آنها در جریان کار پرونده‌ای را بر ضد یک شرکت بیمه فاسد به نام گریت بنفیت قبول می‌کنند که وکالت آن را شخصی به نام لیو دروموند (با بازی جان ویت) بر عهده دارد.
موازی همین جریان،رودی بیلور در بیمارستان مرد جوانی را مشاهده می‌کند که با همسر مجروحش مشاجره می‌کند و باعث می‌شود تا رودی بیلور تصمیم بگیرد به عنوان یک وکیل به آن دختر بی‌پناه که کلی ریکر (با بازی کلیر دینز) نام دارد، نزدیک شود و به وی کمک کند.

## فهرست بازیگران
- مت دیمون
- دنی دویتو
- میکی رورک
- جان ویت
- کلیر دینز
- دنی گلاور
- روی شایدر
- ویرجینیا مادسن
- مری کی پلیس
- ترزا رایت
- اندرو شو
- سونی شرویر